# Martinskirche (Gröden)

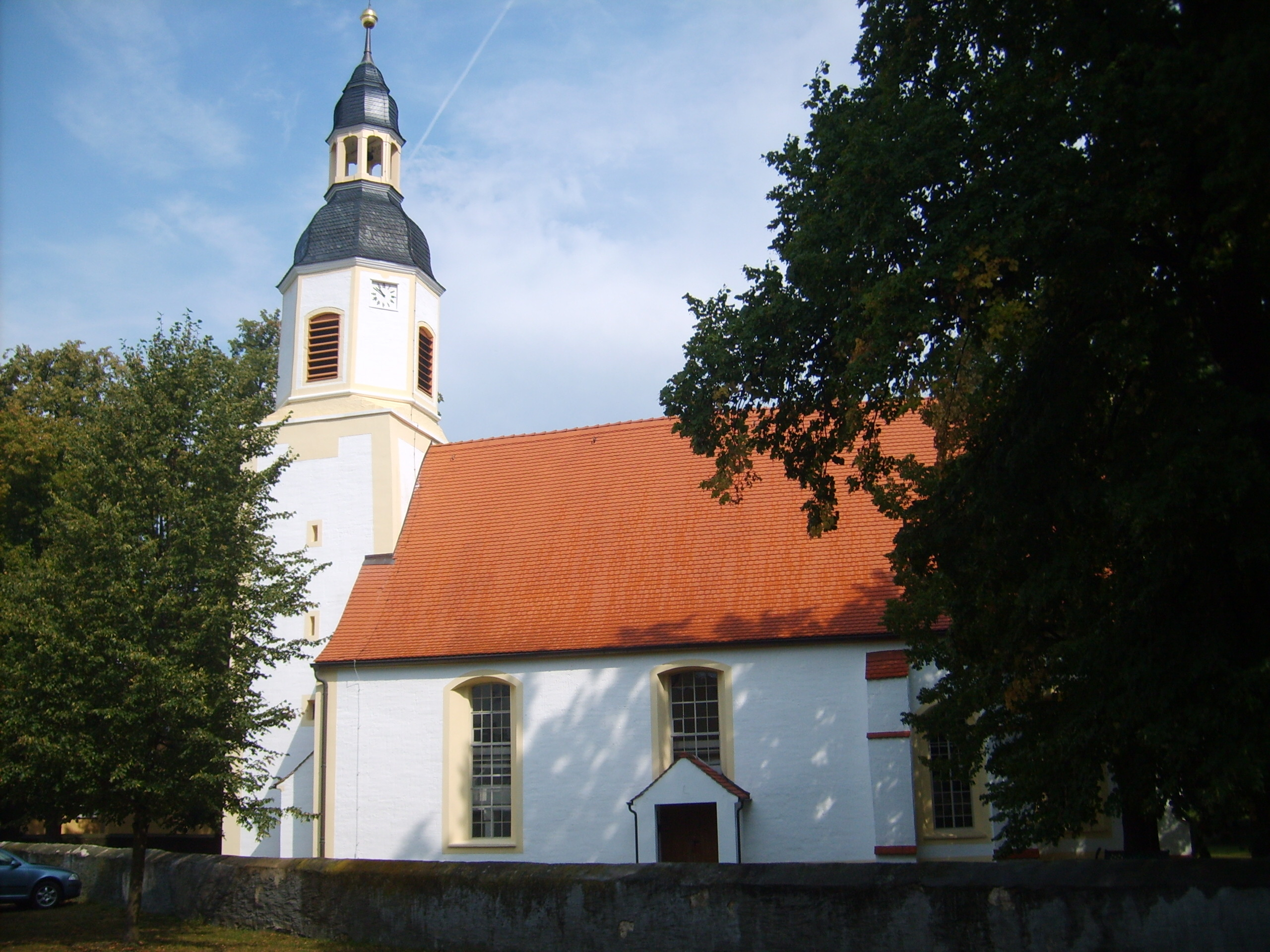
Dorfkirche Gröden

Die evangelische Martinskirche ist ein denkmalgeschütztes Kirchengebäude in der Gemeinde Gröden im südbrandenburgischen Landkreis Elbe-Elster.

## Baubeschreibung und -geschichte

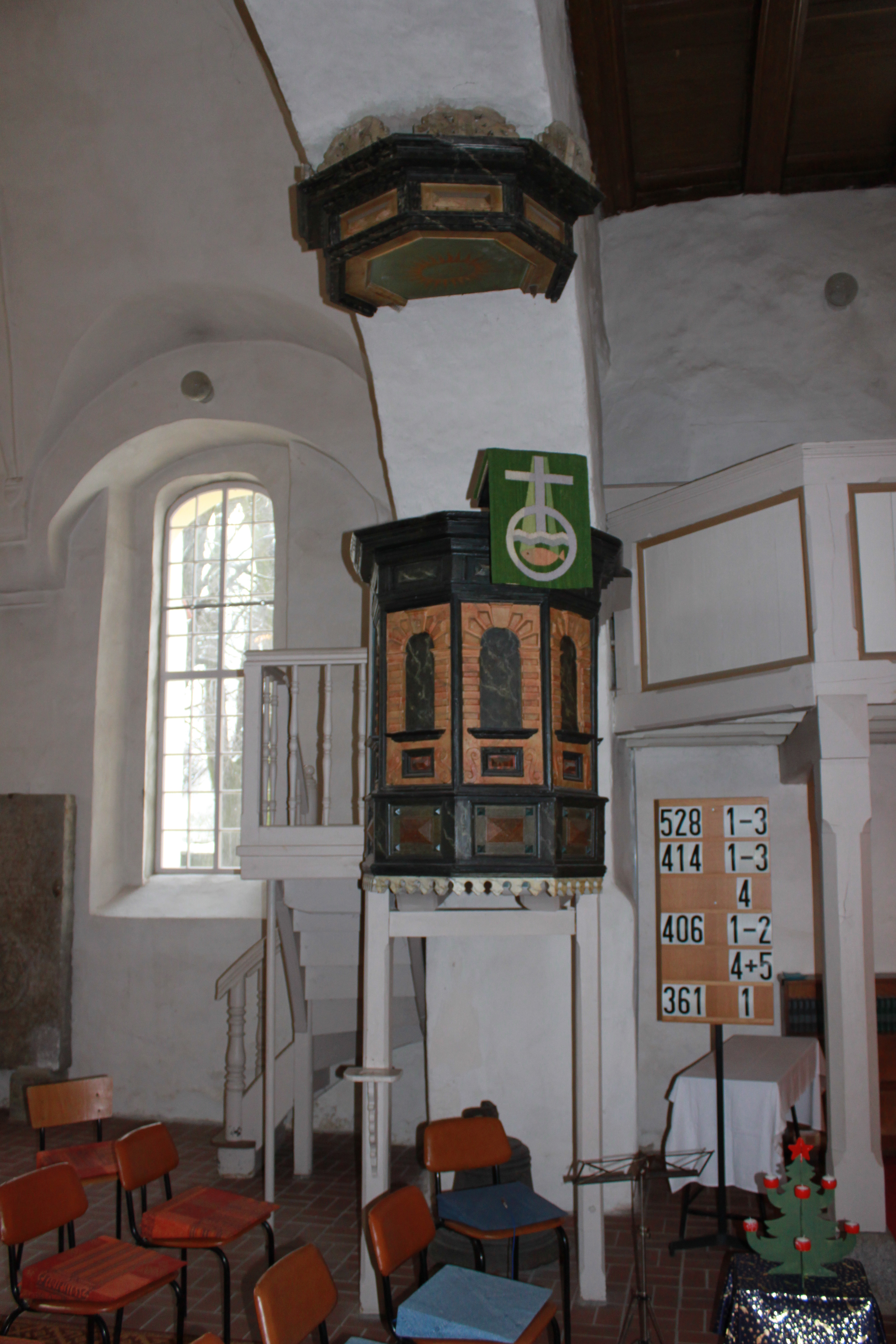
Kanzel

Eine erste urkundliche Erwähnung einer Kirche in Gröden erfolgte im Jahre 1378. Im Jahre 1495 wurde dann das Dorf als Pfarrort erwähnt. Unterstellt war der Sprengel in jener Zeit der Superintendentur Hayn. Ein erstes Kirchenbuch findet sich schließlich aus dem Jahre 1638.
Bei der von 1552 bis 1594 erbauten Grödener Martinskirche handelt es sich um einen mit Rauputz versehenen Saalbau aus Feldsteinen. Der quadratische Turm wurde von 1582 bis 1594 errichtet. Mit dem Bau des Kirchturms wurde 1594 auch das mit einem Satteldach versehene Kirchenschiff erhöht. In ihrem schiffsbreiten rechteckigem Chor verbergen sich vermutlich die Reste einer spätromanischen Kapelle. Der Chor wurde im 16. Jahrhundert erneuert. Im Norden befindet sich ein zweigeschossiger Anbau mit Sakristei und Herrschaftsempore. Der Bau des mit einer Schweifhaube und Laterne versehenen oktonalen Turmaufsatzes erfolgte 1799.
1838 kam es zu einer Neugestaltung des Innenraumes. Dabei erfolgte unter anderem der Einbau einer Doppelempore und eines steinernen Altars. Eine Umgestaltung der Empore gab es im Jahre 1892. Im selben Jahr erfolgte die Eröffnung des heutigen Friedhofes.
1881 erhielt die Kirche neue Glocken der Dresdner Glockengießerei Große. Diese mussten während des Ersten Weltkrieges zu Kriegszwecken abgegeben werden. Sie wurden schließlich eingeschmolzen. Nach dem Krieg wurde am 4. Mai 1922 wurde auf dem Kirchhof eine Gedenkstätte für die im Ersten Weltkrieg gefallenen Dorfbewohner eingeweiht. Außerdem erhielt die Kirche im selben Jahr drei neue Glocken, welche während des Zweiten Weltkrieges allerdings ebenfalls eingeschmolzen wurden. Die heute in der Kirche vorhandenem Glocken stammen aus dem Jahre 1954 und wurden bei der Glockengießerei Schilling und Lattermann gegossen.
Die Kirche wurde in den Jahren 1978/79 und 2008/09 umfassend saniert. In der Gegenwart gehört Gröden als eigenständige Kirchengemeinde zum Kirchenkreis Bad Liebenwerda der Evangelischen Kirche in Mitteldeutschland. Die Kirchengemeinde teilt sich einen Pfarrer zusammen mit den Kirchengemeinden Hirschfeld und Großthiemig.

## Ausstattung (Auswahl)

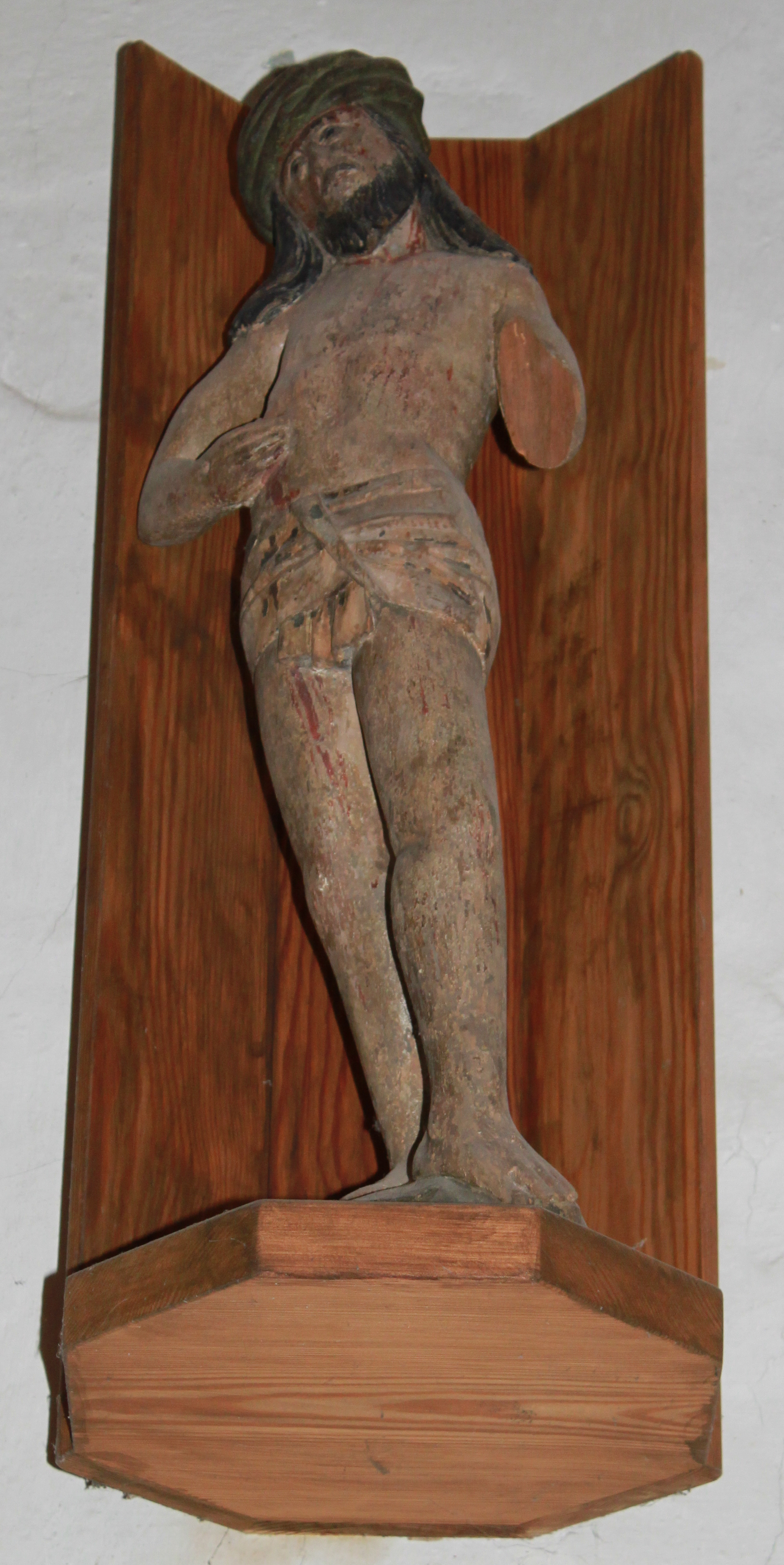
Jesusfigur
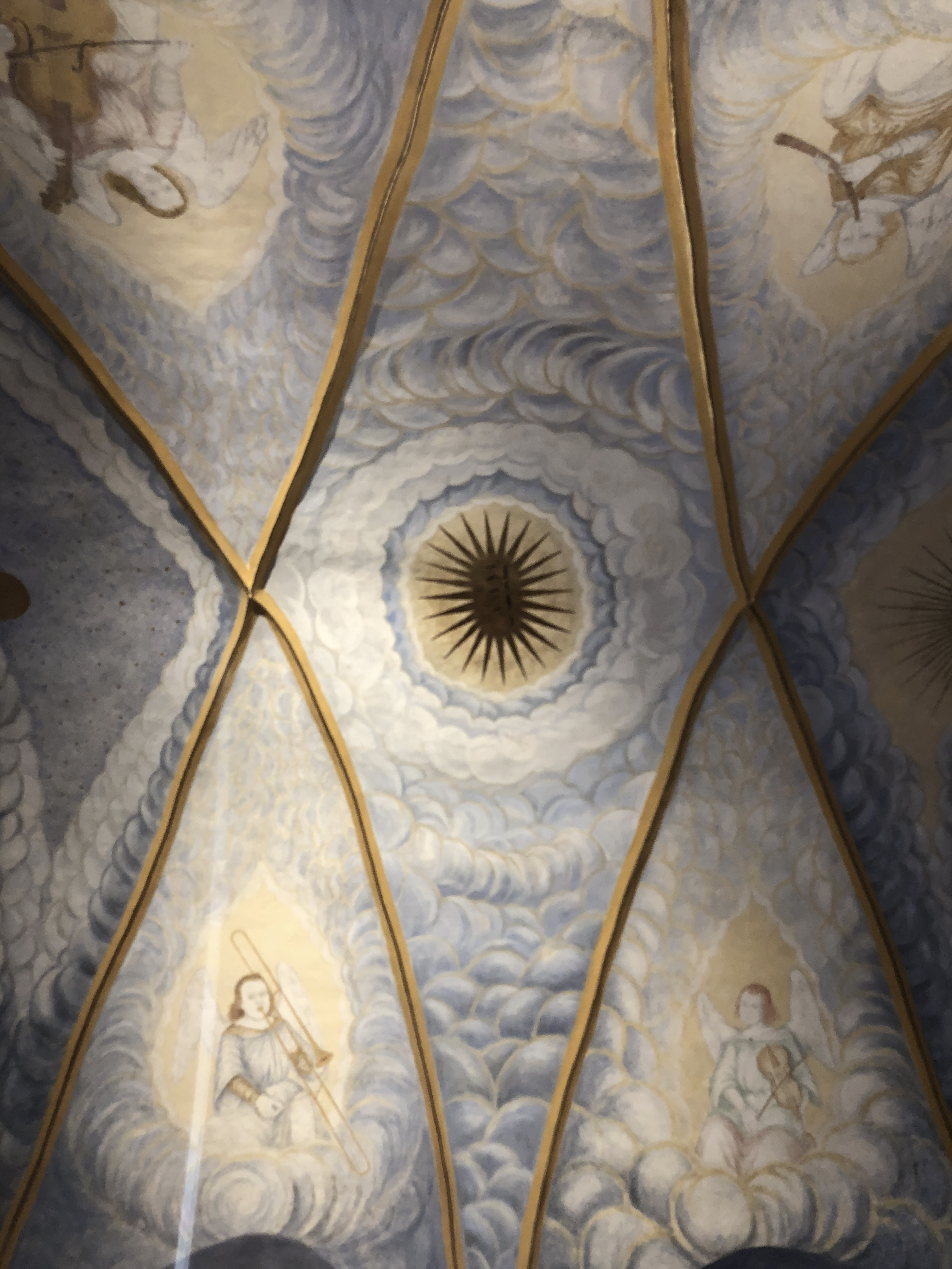
Deckenmalerei über dem Altarraum, 2019 freigelegt und restauriert
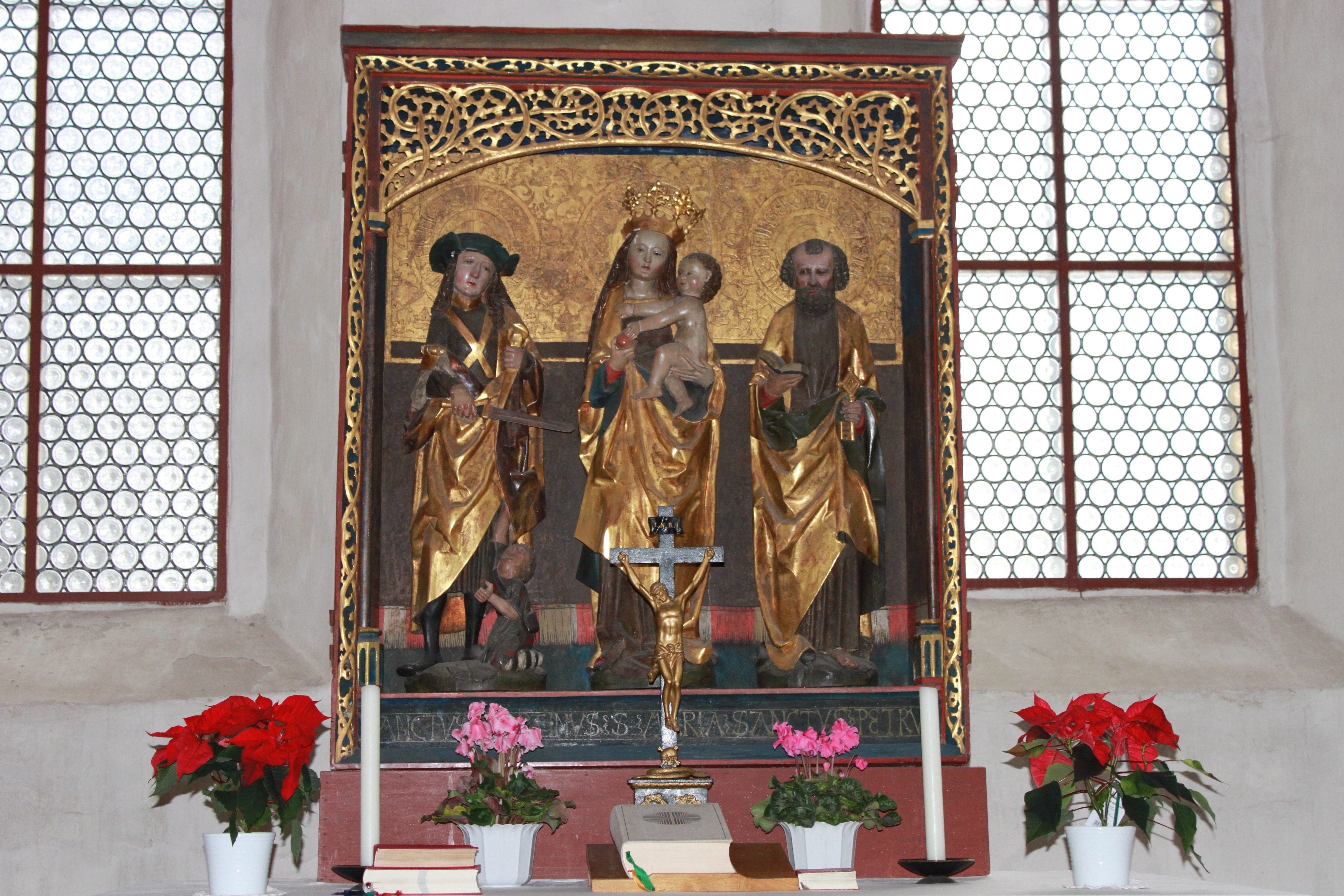
Altar
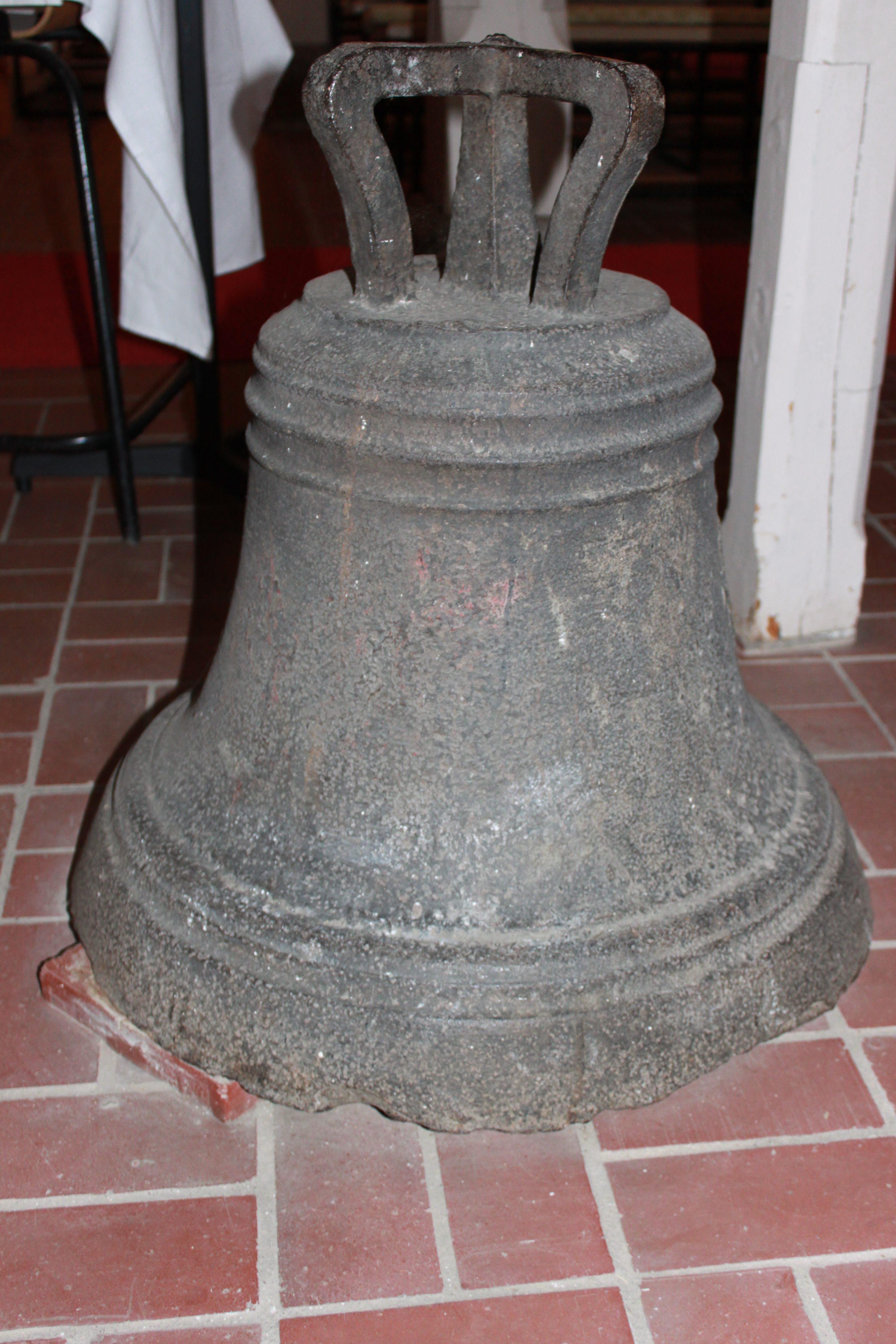
Glocke

In ihrem von einer Flachdecke und einer dreiseitigen Empore geprägten Inneren befindet sich ein spätromanischer Taufstein, das Mittelteil eines spätgotischen Taufsteins sowie ein Triumphkreuz aus der Zeit um 1400. Der hölzerne polygonale Kanzelkorb stammt aus der zweiten Hälfte des 16. Jahrhunderts.
Eine erste Orgel erhielt die Kirche bereits im Jahre 1699, welche 1892 durch ein Instrument der Schweidnitzer Orgelbaufirma Schlag & Söhne ersetzt wurde. 1947 musste diese repariert werden. Die heute in der Kirche vorhandene Orgel stammt aus dem Jahr 1982 und wurde vom Moritzburger Orgelbaumeister Wilhelm Rühle geschaffen. Sie besitzt eine mechanische Schleiflade, ein Manual und sieben Register ohne Pedal.
Im Chor befindet sich eine Grabplatte der Förster-Familie Glasewald mit dem Wappen des sächsischen Oberförsters aus der zweiten Hälfte des 17. Jahrhunderts.